# 法國大革命之謎
《法國大革命之謎》（法語：La Révolution）是一部法國超自然恐怖網路影集，由奧雷利安·莫拉斯和蓋亞·古斯蒂開創，於2020年10月16日在Netflix首播。2021年1月，本劇在第一季後被取消。

## 劇情
故事背景設定在1787年架空歷史的法蘭西王國，約瑟夫-伊尼亞斯·吉爾汀醫生負責調查神秘的謀殺案。然後他發現了“藍血”的存在。這種未知的病毒在貴族內部傳播並產生毀滅性的影響：受感染的貴族攻擊“小人物”，這樣的情況擾亂了既定的等級制度。起義蔓延開來，奠定了法國大革命的序幕。

## 演員

### 主要角色
- 阿米爾·艾爾凱塞（法语：Amir El Kacem） 飾 約瑟夫-伊尼亞斯·吉爾汀（Joseph Ignace Guillotin）[4]
- 瑪莉露·奧西歐（法语：Marilou Aussilloux） 飾 伊莉絲·德孟塔吉（Élise de Montargis）[4]
- 柯琳·貝爾（法语：Coline Béal） 飾 歐菲麗（Ophélie）[4]
- 萊昂內爾·艾爾多安（法语：Lionel Erdogan） 飾 亞伯·吉爾汀（Albert Guillotin）[4]
- 朱利安·費里森（法语：Julien Frison） 飾 多納襄·德孟塔吉（Donatien de Montargis）
- 阿米莉亞·拉克曼 飾 瑪德琳·德孟塔吉（Madeleine de Montargis）[4]
- 伊莎貝爾·艾米·岡薩雷茲·索拉 飾 凱黛兒·達瑪拉（Katell Damala）
- 迪米特·史托里奇（法语：Dimitri Storoge） 飾 艾德蒙·德佩虎斯（Edmond de Pérouse）
- 杜杜·馬斯塔（英语：Doudou Masta） 飾 歐卡（Oka）

### 常駐角色
- 勞倫·盧卡斯（英语：Laurent Lucas） 飾 夏爾·德孟塔吉（Charles de Montargis）
- 蓋亞·維斯（英语：Gaia Weiss） 飾 瑪麗安·薩利耶（Marianne Salier）[4]
- 傑洛米·柯維爾羅（法语：Jérémie Covillault） 飾 馬克嵩神父（père Maxence）
- 皮耶爾·安德烈 飾 德賴瑞波男爵（baron de Lariboise）
- 菲律賓·瑪蒂諾（法语：Philippine Martinot） 飾 瑪莉·德孟塔吉（Marie de Montargis）
- 傑里米·吉萊（法语：Jérémy Gillet） 飾 賈斯汀（Justin）
- 伊恩·圖里亞克（法语：Ian Turiak） 飾 路易十六（Louis XVI）
- 紀堯姆·凱利 飾 吉恩·凱尤（Jean Cariou）

## 製作

### 發展
本劇創作者奧雷利安·莫拉斯和蓋亞·古斯蒂受到拿破崙一世的名言“歷史是大家同意的一連串謊言。”所啟發，而提出了製作該劇的想法。因此，他們希望創作一個關於法國歷史上最著名的時期——法國大革命的故事。據他們說，即使每個人都知道這些事件，他們的想法是想像一個虛構的情節，揭示真相在別的地方。為了追求真實感，該劇的製作團隊訪問了幾個歷史悠久的地方，如位於塞納-馬恩省的子爵城堡和楓丹白露宮。

### 拍攝
2019年5月，主體拍攝在瓦兹河谷省的韋克桑和伊夫林省的朗布依埃，以及2019年9月在芒什省巴訥維爾-卡特雷的老教堂海灘（Plage de la Vieille Église）展開。有關虛構村莊的鏡頭拍攝於馬恩河谷省的馬恩河畔布賴工作室。位於瓦茲省的查利斯修道院是孟塔吉（Montargis）家族住宅內部場景的背景。

## 集數
| 集數 | 標題                                             | 導演              | 編劇                                            | 首播日期       |
| --- | ------------------------------------------------ | ----------------- | ----------------------------------------------- | -------------- |
| 1 | 第 1 章：起始 Chapitre un : Les Origines         | 朱利安·特魯塞利耶 | 奧雷利安·莫拉斯 & 蓋亞·古斯蒂                   | 2020年10月16日 |
| 瑪德琳告訴伊莉絲她看見惡夢般的景象。約瑟夫和一個名叫歐卡的囚犯碰面，令人不安的事實因而浮上檯面。          |                                                  |                   |                                                 |                |
| 2 | 第 2 章：亡魂歸來 Chapitre deux : Le Revenant    | 朱利安·特魯塞利耶 | 奧雷利安·莫拉斯 & 蓋亞·古斯蒂                   | 2020年10月16日 |
| 不速之客透過瑪德琳接觸伊莉絲。約瑟夫開始抽絲剝繭，細查蕾貝嘉的死亡之謎。                                  |                                                  |                   |                                                 |                |
| 3 | 第 3 章：無辜之人 Chapitre trois : Les Innocents | 耶利米·羅贊       | 奧雷利安·莫拉斯 & 蓋亞·古斯蒂                   | 2020年10月16日 |
| 兄弟會說服約瑟夫幫助他們滲透到監獄內部。歐菲麗迫使馬克嵩神父吐露有關伊莉絲墜子裡那名男子的情報。          |                                                  |                   |                                                 |                |
| 4 | 第 4 章：劊子手 Chapitre quatre : Les Bourreaux  | 耶利米·羅贊       | 奧雷利安·莫拉斯 & 蓋亞·古斯蒂 & 薩賓·達巴迪     | 2020年10月16日 |
| 多納襄因藍血而獲得新能力，進而追蹤蓋伊·德孟塔吉的下落，蓋伊則向神父說出驚人告解。亞伯面對悲慘的兩難困境。 |                                                  |                   |                                                 |                |
| 5 | 第 5 章：藍血 Chapitre cinq : Le Sang bleu       | 耶利米·羅贊       | 奧雷利安·莫拉斯 & 蓋亞·古斯蒂                   | 2020年10月16日 |
| 藍血病的起源揭曉，伊莉絲必須想辦法讓貴族與叛軍合作，以防止疫病擴散。                                      |                                                  |                   |                                                 |                |
| 6 | 第 6 章：盟友 Chapitre six : L'Alliance          | 愛德華·薩利耶     | 奧雷利安·莫拉斯 & 蓋亞·古斯蒂 & 哈米德·伊利奧阿 | 2020年10月16日 |
| 約瑟夫和凱黛兒成為多納襄邪惡陰謀下的犧牲品。夏爾命令佩虎斯追查伊莉絲和賴瑞波。                            |                                                  |                   |                                                 |                |
| 7 | 第 7 章：困境 Chapitre sept : Le Dilemme         | 愛德華·薩利耶     | 奧雷利安·莫拉斯 & 蓋亞·古斯蒂                   | 2020年10月16日 |
| 約瑟夫持續尋找解藥，夏爾和多納襄之間的緊張關係一觸即發，瑪德琳奮力對抗多納襄想毀掉她的企圖。              |                                                  |                   |                                                 |                |
| 8 | 第 8 章：叛亂 Chapitre huit : La Révolte         | 愛德華·薩利耶     | 奧雷利安·莫拉斯 & 蓋亞·古斯蒂                   | 2020年10月16日 |
| 歐菲麗窺見瑪德琳擁有驚人的力量。歐卡和亞伯分道揚鑣，而伊莉絲遭到背叛。                                    |                                                  |                   |                                                 |                |

## 發行
2020年7月14日，Netflix在法國巴士底日當天發布了該劇的前導預告片。9月14日，正式發布了官方預告片。

### 音樂
音樂原聲帶數位版於2020年11月6日在亞馬遜和iTunes上發行，同時也可於Spotify線上收聽。
| 《法國大革命之謎》Netflix原創影集音樂 | 《法國大革命之謎》Netflix原創影集音樂 | 《法國大革命之謎》Netflix原創影集音樂 |
| 曲序                                  | 曲目                                  | 时长                                  |
| ------------------------------------- | ------------------------------------- | ------------------------------------- |
| 1.                                    |                                       | 3:00                                  |
| 2.                                    |                                       | 2:49                                  |
| 3.                                    |                                       | 2:16                                  |
| 4.                                    |                                       | 1:57                                  |
| 5.                                    |                                       | 1:36                                  |
| 6.                                    |                                       | 1:48                                  |
| 7.                                    |                                       | 1:37                                  |
| 8.                                    |                                       | 1:36                                  |
| 9.                                    |                                       | 2:17                                  |
| 10.                                   |                                       | 2:45                                  |
| 11.                                   |                                       | 1:23                                  |
| 12.                                   |                                       | 4:59                                  |
| 13.                                   |                                       | 2:12                                  |
| 14.                                   |                                       | 2:03                                  |
| 15.                                   |                                       | 2:13                                  |
| 16.                                   |                                       | 2:35                                  |
| 17.                                   |                                       | 3:24                                  |
| 18.                                   |                                       | 2:34                                  |
| 19.                                   |                                       | 2:39                                  |
| 20.                                   |                                       | 2:12                                  |
| 21.                                   |                                       | 7:37                                  |
| 总时长：                              | 总时长：                              | 55:32                                 |

## 反響

### 專業評價
| 媒体        | 得分   |
| ----------- | ------ |
| Allociné    | 2.1/5  |
| 北部之聲    | [ 13 ] |
| Première    | [ 13 ] |
| 費加洛報    | [ 13 ] |
| 巴黎人報    | [ 13 ] |
| Écran large | [ 13 ] |
| 極客雜誌    | [ 13 ] |
| 影音俱樂部  | [ 13 ] |
| 世界報      | [ 13 ] |
| 電視全覽    | [ 13 ] |

《影音俱樂部》的杜桑·伊根（Toussaint Egan）認為，如果該劇沒有涉及法國大革命的意像，“《法國大革命之謎》將是一部有趣且令人滿意的，即使完全是傳統的，與殭屍毗連的恐怖小說系列。”對於《世界報》的托馬斯·索蒂內爾（Thomas Sotinel）來說，這是“恐怖電影形式的1789年”，“與其遙遠的歷史模式不同，它是一場慘敗”。 至於《巴黎人報》的桑德琳·巴霍斯（Sandrine Bajos），她警告說，“有太多的血紅蛋白、太多的不一致、太多的陳腔濫調和無法令人信服的演員陣容”，“我們很快就會感到無聊。被無數陳腔濫調、過粗的弦和脫節的情景所拖累，情節很難讓我們參與其中”。《北部之聲》的班傑明·杜布魯勒（Benjamin Dubrulle）表示“在前兩集中，我們對這個故事有些吃驚”並且“我們被捲入了這場運動，我們好奇地跟隨事件的發展，我們被這個十八世紀後期法國的重建所吸引”。

## 外部連結
- 在Netflix上觀看《法國大革命之謎》
- 互联网电影数据库（IMDb）上《法國大革命之謎》的资料（英文）
- 烂番茄上《法國大革命之謎》的資料（英文）

- 法國大革命之謎 （页面存档备份，存于） - Metacritic